# Akaixà
Akaixà (आकाश, ākāśa, 'cel', 'espai') és un mot sànscrit que se sol traduir per èter. Segons diverses escoles hindús es tracta d'un dels bajamahabhuta, o "cinc grans elements" que constitueixen la base del món material, i la seva principal característica és Xabda (el so). D'aquests cinc elements en seria la quinta essència i els altres quatre (Aire, Foc, Aigua i Terra) en serien la conseqüència.
Pel jainisme, l'akaixà és l'espai infinit que dona naixença a totes les coses.
En el budisme, akaixà també se sol interpretar com a 'espai infinit' i se subdivideix en tres parts: skandha, desa i pradesa.